# Enrik Ostrc
Enrik Ostrc (Kozina, 21 juni 2002) is een Sloveens voetballer die bij voorkeur als middenvelder speelt. Hij verruilde in 2023 Troyes AC voor Helmond Sport.

## Clubcarrière
Ostrc werd geboren in Kozina, niet ver van de Italiaanse grens. Hij genoot zijn jeugdopleiding bij NK Jadran Hrpelje-Kozina, FC Koper en Olimpija Ljubljana. Bij laatstgenoemde club maakte hij op 6 juni 2020 zijn officiële debuut in het eerste elftal: in de competitiewedstrijd tegen NK Tabor Sežana (0-3-winst) kreeg hij een basisplaats van trainer Safet Hadžić. Het was de eerste competitiewedstrijd sinds de onderbreking van de competitie in maart vanwege de coronapandemie. Ostrc luisterde zijn debuut op met een doelpunt.
Na zijn debuut miste Ostrc in het seizoen 2019/20 geen enkele competitiewedstrijd meer. Olimpija Ljubljana stond lang aan de leiding, maar mede door een 2 op 12 op de laatste vier competitiespeeldagen moest het de landstitel uiteindelijk aan NK Celje overlaten.
Ostrc begon het seizoen 2020/21 bij Olimpija Ljubljana, maar werd op 31 januari 2021 voor zo'n 600.000 euro verkocht aan de Franse tweedeklasser Troyes AC, die in september 2020 was overgenomen door de kapitaalkrachtige City Football Group. Ostrc werd echter meteen voor anderhalf jaar uitgeleend aan zijn oude club. Op die manier kon Ostrc op 25 mei 2021 mee de Sloveense voetbalbeker in de lucht steken na een 1-2-zege tegen NK Celje in de finale.

### Lommel
Toen Ostrc in de eerste helft van het seizoen 2021/22 minder aan spelen toekwam bij Olimpija Ljubljana, werd de uitleenbeurt vroegtijdig stopgezet en leende Troyes hem uit aan de Belgische tweedeklasser Lommel SK, die eveneens deel uitmaakt van de City Football Group. Daar speelde hij in de terugronde van het seizoen 2021/22 zes competitiewedstrijden, waarvan drie als basisspeler en drie als invaller.

### Helmond Sport
Medio 2023 maakte hij de overstap naar Helmond Sport, dat uitkwam in de Eerste divisie. Hij debuteerde op 15 september 2023 tegen TOP Oss (1-1). Hij ontwikkelde zich snel tot een vaste waarde in de ploeg.

## Interlandcarrière
Ostrc debuteerde in 2018 als Sloveens jeugdinternational.

## Familie
Ostrc is familie van de voormalige Sloveense international Milan Osterc. Dat Ostrc een andere familienaam heeft, komt doordat de naam destijds fout in de computer werd ingevoerd en nooit gecorrigeerd werd.

## Statistieken
| Seizoen | Club                 | Competitie      | Competitie | Competitie | Beker | Beker | Overig | Overig | Totaal | Totaal |
| Seizoen | Club                 | Competitie      | Wed.       | Dlp.       | Wed.  | Dlp.  | Wed.   | Dlp.   | Wed.   | Dlp.   |
| ------- | -------------------- | --------------- | ---------- | ---------- | ----- | ----- | ------ | ------ | ------ | ------ |
| 2019/20 | Olimpija Ljubljana   | Prva liga       | 11         | 1          | 0     | 0     | 0      | 0      | 11     | 1      |
| 2020/21 | Olimpija Ljubljana   | Prva liga       | 11         | 0          | 1     | 0     | 2      | 0      | 14     | 0      |
| 2020/21 | → Olimpija Ljubljana | Prva liga       | 13         | 0          | 3     | 0     | 0      | 0      | 16     | 0      |
| 2021/22 | → Olimpija Ljubljana | Prva liga       | 5          | 0          | 0     | 0     | 3      | 0      | 8      | 0      |
| 2021/22 | → Lommel SK          | Eerste klasse B | 6          | 0          | 0     | 0     | 0      | 0      | 6      | 0      |
| 2022/23 | → Lommel SK          | Eerste klasse B | 3          | 0          | 0     | 0     | 0      | 0      | 3      | 0      |
| 2023/24 | Helmond Sport        | Eerste divisie  | 27         | 0          | 1     | 0     | 0      | 0      | 28     | 0      |
| 2024/25 | Helmond Sport        | Eerste divisie  | 26         | 0          | 1     | 0     | 0      | 0      | 27     | 0      |
| Totaal  | Totaal               | Totaal          | 102        | 1          | 6     | 0     | 5      | 0      | 113    | 1      |

Bijgewerkt op 15 april 2025.

## Erelijst
| Sloveense voetbalbeker | 1x | 2020/21 |